# Raiffeisen-Leasing
Die Raiffeisen-Leasing GmbH, eine hundertprozentige Tochtergesellschaft der Raiffeisen-Bankengruppe, wurde 1970 in Wien gegründet. Das Unternehmen bietet sämtliche Formen des Kfz-, Mobilien-, Flugzeug- und Immobilien-Leasing, umfassende Dienstleistungen wie Bau- und Fuhrparkmanagement sowie Bauträgergeschäfte an. 
Österreichweit kann Raiffeisen-Leasing auf die Strukturen der rund 1500 Raiffeisen-Bankstellen zugreifen. Im grenzüberschreitenden Geschäft arbeitet das Unternehmen mit dem Filialnetzwerk der Raiffeisen Bank International (RBI) AG.
Im Rahmen des Bauträgergeschäfts, das seit 2016 unter dem Namen "Raiffeisen WohnBau" vermarktet wird, errichtete Raiffeisen-Leasing in den vergangenen Jahren rund 2000 Wohnungen im freifinanzierten Wohnbau. Dabei arbeitet Raiffeisen-Leasing auch mit der Marke „Quality Living“, die vom Unternehmen als Qualitätsgütesiegel etabliert wurde. 

## Geschichte
- 1970: Gründung
- 1987: Beginn der Expansion nach Zentral- und Osteuropa (CEE)
- 2011: Organisatorische Neuordnung
- 2012: Übernahme von 100 % der Anteile durch die Raiffeisen Zentralbank
- 2017: Durch die Fusion von RBI und RZB hält nun die RBI 100 % der Anteile von Raiffeisen-Leasing

## Kennzahlen
Raiffeisen-Leasing Gruppe erzielte 2019 ein Ergebnis nach Steuern von € 12,1 Millionen (2018: € 18,2 Millionen). Das 2022 betreute Neugeschäftsvolumen betrug € 1,0 Milliarden im Gesamtportfolio (2019: € 887 Millionen). Im Geschäftsjahr 2022 wurden mehr als 19.000 Neuverträge (2019: 20.800 Stück) abgeschlossen.